# Horst Hesse
Horst Hesse (* 12. Mai 1922 in Magdeburg; † 16. Dezember 2006 in
Schwedt/Oder) war Mitglied der Staatssicherheit der DDR und ein DDR-Spion. 1955 in die Zentrale der Military Intelligence Division eingeschleust, gelang es ihm, im Mai 1956 zwei Panzerschränke mit der kompletten Agentenkartei aus der MID-Zentrale zu entwenden und in die DDR zu bringen.

## Leben
Horst Hesse stammte aus einer Arbeiterfamilie. Er war gelernter Feinmechaniker und arbeitete zeitweise in den Magdeburger Kruppwerken. Als knapp 20-Jähriger wurde er 1942 in den Kriegsdienst einberufen. Während des Krieges wurde er zweimal schwer verwundet, zuerst beim Rückzug aus Afrika in der Nähe von Tunis, dann im niederländischen ’s-Hertogenbosch. Im April 1945 kam er bei Ludwigslust in Mecklenburg in britische Gefangenschaft, wurde aber wegen einer Beinverletzung vorzeitig entlassen. Nach einer Odyssee durch Westdeutschland kehrte er im Oktober 1945 in seine zerstörte Heimatstadt Magdeburg zurück. Ende der 40er Jahre ging er zur Volkspolizei. Nach einer kurzen Zeit als Schutzpolizist wurde er zur Abteilung Grenze versetzt. Ab 1948 war er Mitglied der SED.
Seine Agententätigkeit begann, als er von einem früheren Nachbarn namens Rudolf Voigt als Agent für die Military Intelligence Division (MID), einen US-amerikanischen Geheimdienst, angeworben wurde. Das Ministerium für Staatssicherheit, das Hesse von diesem Anwerbungsversuch in Kenntnis gesetzt hatte, entschied daraufhin, ihn als Doppelagent einzusetzen. Die MID, die ihn unter dem Decknamen Lux führte, lieferte Hesse regelmäßig vom MfS präpariertes Material über Objekte der Roten Armee in Magdeburg. Auf diese Weise konnte er das Vertrauen Voigts gewinnen, was es ihm ermöglichte, Unterlagen aus dessen Wohnung zu entwenden und an das MfS weiterzuleiten. Durch den Verlust dieser Dokumente galt Hesse aus Sicht der MID als enttarnt und konnte offiziell nicht mehr in die DDR zurückkehren, so dass die MID entschied, ihn anderwärtig einzusetzen.
Nach wochenlangen Überprüfungen durch die MID arbeitete er zunächst einige Monate als Befrager im Flüchtlingslager Bremen. Im Juni 1955 wurde er als Horst Berger schließlich in die MID-Zentrale nach Würzburg versetzt, wo er für die Auswertung von Briefen und Telegrammen aus der DDR in die Bundesrepublik verantwortlich war. Es gelang ihm, sehr schnell das Vertrauen seiner MID-Vorgesetzten zu gewinnen und so zum Leiter der Abteilung Agentenwerbung aufzusteigen. Gleichzeitig hielt er regelmäßigen Kontakt zum MfS.
Im Mai 1956 führte Hesse die Aktion „Schlag“ aus, bei der es ihm gelang, aus der unbewachten MID-Zentrale zwei Panzerschränke zu entwenden und in die DDR zu bringen. Diese enthielten neben der kompletten Agentenkartei des amerikanischen Militärspionagedienstes in Deutschland auch einige tausend Blanko-Ausweise westdeutscher Institutionen, Angriffspläne sowie Angaben über sogenannte Schweigefunker, die im Kriegsfall aktiviert werden sollten.
Als Folge dieser Aktion wurden 521 von der MID geführte Mitarbeiter enttarnt, was zur Verhaftung von 140 Personen in der DDR führte. Hesse wurde von einem US-Militärgericht in Abwesenheit zum Tode verurteilt. Die Aktion Schlag lieferte die Vorlage für den von der DEFA produzierten Filmklassiker For Eyes Only (1963).
Seit 1966 war er Invalidenrentner.